# Parapercis dockinsi
Parapercis dockinsi is een straalvinnige vissensoort uit de familie van krokodilvissen (Pinguipedidae). De wetenschappelijke naam van de soort is voor het eerst geldig gepubliceerd in 1971 door McCosker.